# Conostigmus borealis
Conostigmus borealis är en stekelart som först beskrevs av Thomson 1858.  Conostigmus borealis ingår i släktet Conostigmus och familjen trefåresteklar. Arten är reproducerande i Sverige. Inga underarter finns listade i Catalogue of Life.